# Grant Llewellyn
Pour les articles homonymes, voir Llewellyn.
Grant Llewellyn, né le 29 décembre 1960 à Tenby (Pays de Galles), est un chef d'orchestre gallois et directeur musical du North Carolina Symphony (en), et de l'Orchestre national de Bretagne de 2015 à 2023,,.

## Biographie
Lewellyn est né à Tenby, dans le Pembrokeshire, au Pays de Galles. Il a commencé à se forger une réputation de chef d'orchestre en 1985, lorsqu'il a obtenu un poste de chef d'orchestre au Centre de musique de Tanglewood (en), dans le Massachusetts. Il y a eu pour mentors Leonard Bernstein, Seiji Ozawa, Kurt Masur et André Previn. Il a ensuite dirigé des concerts au Festival de Tanglewood avec l'orchestre Boston Pops et en tant que chef d'orchestre adjoint du Boston Symphony Orchestra. En 1986, Llewellyn a remporté le deuxième concours de direction d'orchestre de Leeds (en).
De 1990 à 1995, il a été chef d'orchestre associé du BBC National Orchestra of Wales. Il a été chef d'orchestre principal invité de l'Orchestre symphonique de Stavanger (en) de 1993 à 1996. Llewellyn a été chef d'orchestre principal de l'Orchestre philharmonique royal des Flandres (aujourd'hui connu sous le nom d'Antwerp Symphony Orchestra) de 1995 à 1998.
De 2001 à 2006, Llewellyn a été directeur musical de la Handel and Haydn Society, à Boston, où il a également occupé le poste de chef d'orchestre principal. Il a été directeur musical du North Carolina Symphony (en) de 2004 à 2018. Il est directeur musical de l'Orchestre National de Bretagne de 2015 à 2023.
Également chef d'orchestre d'opéra, Llewellyn a dirigé des représentations à l'English National Opera et à l'Opéra de Saint-Louis (en). Il a collaboré avec le metteur en scène Chen-Shi Zheng lors de la production de 2001 de Didon et Énée de Henry Purcell au Festival USA de Spoleto (en). Il a également dirigé une nouvelle production de Manon de Jules Massenet à l'Opera North en 2003.
Llewellyn, sa femme Charlotte et leurs quatre enfants résident à Cardiff.
Llewellyn a été victime d'un accident vasculaire cérébral en 2021 et dirige depuis avec sa main gauche